# Zilvermolybdaat
Zilvermolybdaat (Ag2MoO4) is het zilverzout van molybdeenzuur. De stof komt voor als gele kubische kristallen, die matig oplosbaar zijn in water. Het wordt gebruikt in de glasindustrie als kleurstof.